# Nguyễn Thế Trị
Nguyễn Thế Trị (sinh 1940; cuối năm Kỷ Mão, giáp tết Canh Thìn; tại làng Cổ Phục, xã Kim Lương, huyện Kim Thành, tỉnh Hải Dương ) là một thượng tướng Quân đội nhân dân Việt Nam. Ông là Ủy viên Trung ương Đảng khoá VII, VIII, IX(1991-2006), cựu Giám đốc Học viện Quốc phòng.

## Tiểu sử
Ông sinh ra trong một gia đình có ba người con, ông là con thứ. Anh cả là Nguyễn Văn Sử, ông tên khai sinh là Nguyễn Thế Trí nhưng vì kiêng huý tên ông ngoại là Hoàng Văn Chí mà sửa thành dấu "sắc" thành dấu "nặng" nên mới có tên gọi như ngày nay, người em gái tên là Nguyễn Thị Thành ốm chết trên đường chạy loạn. Tuổi thơ gia đình ông thiếu thốn đủ bề, gia cảnh thuần nông nguồn, sống chính là làm nghề cấy rẽ và làm hàng xáo. Cha ông đi lấy vợ lẽ sinh được 3 người con trai nữa là: Nguyễn Văn Chính, Nguyễn Văn Trịnh và Nguyễn Văn Thủy. Từ nhỏ 2 anh em ông ở với bác ruột là Hoàng Thị Thí rồi được bác nhận làm con nuôi.

## Đời binh nghiệp
Tham gia Quân đội nhân dân Việt Nam năm tháng 5 năm 1958.
Tốt nghiệp trường Sĩ quan Lục quân (1964)
Năm 1973 học trường Trung Cao B2
Năm 1981 học ở Học viện Quân sự Cấp cao
Năm 1993, bổ nhiệm giữ chức Tư lệnh Quân khu 3
Năm 1995 bảo vệ thành công Luận án Tiến sĩ Khoa học Quân sự tại Học viện Quốc phòng
Từ năm 1997 đến 2007 Giám đốc Học viện Quốc phòng
Năm 2004 nhà nước phong hàm Phó Giáo sư
Thiếu tướng 1992 Trung tướng 1997 Thượng tướng 2004
Suốt chặng đường 50 năm công tác trong quân đội, trải qua các cuộc chiến đấu ở các chiến trường như Tây Nguyên - miền Đông Nam Bộ - Biên giới phía Bắc. Từ người lính tới cán bộ Sư đoàn qua chiến đấu, rồi về làm chỉ huy trưởng Bộ chỉ huy Quân sự Tỉnh, phó Tư lệnh Chính trị và Tư lệnh Quân khu 3. Sau về làm Giám đốc Học viện Quốc phòng.

## Đánh giá
| “ | "Thượng tướng Nguyễn Thế Trị là một trong những cán bộ ưu tú của quân đội ta. Trưởng thành từ chiến sĩ đến cán bộ Sư đoàn, Chỉ huy trưởng Bộ Chỉ huy Quân sự tỉnh, Phó tư lệnh về Chính trị, Tư lệnh Quân khu 3, Giám đốc Học viện Quốc phòng, Ủy viên BCH Trung ương Đảng các khóa VII, VIII, IX... Dù ở cương vị nào, quân sự hay chính trị, đơn vị chiến đấu hay nhà trường, đồng chí luôn là một cán bộ có bản lĩnh chính trị vững vàng, tuyệt đối trung thành với Đảng, với Tổ quốc và nhân dân; dũng cảm, mưu trí, linh hoạt, quyết đoán trong chiến đấu; đổi mới, năng động, sáng tạo, dám nghĩ, dám làm, dám chịu trách nhiệm trong xây dựng đơn vị và trong huấn luyện, đào tạo cán bộ" Đại tướng Nguyễn Quyết - nguyên Bí thư Trung ương Đảng, Phó chủ tịch HĐNN, Chủ nhiệm Tổng cục Chính trị QĐND Việt Nam | ” |